# 圣多玛斯·阿奎那广场

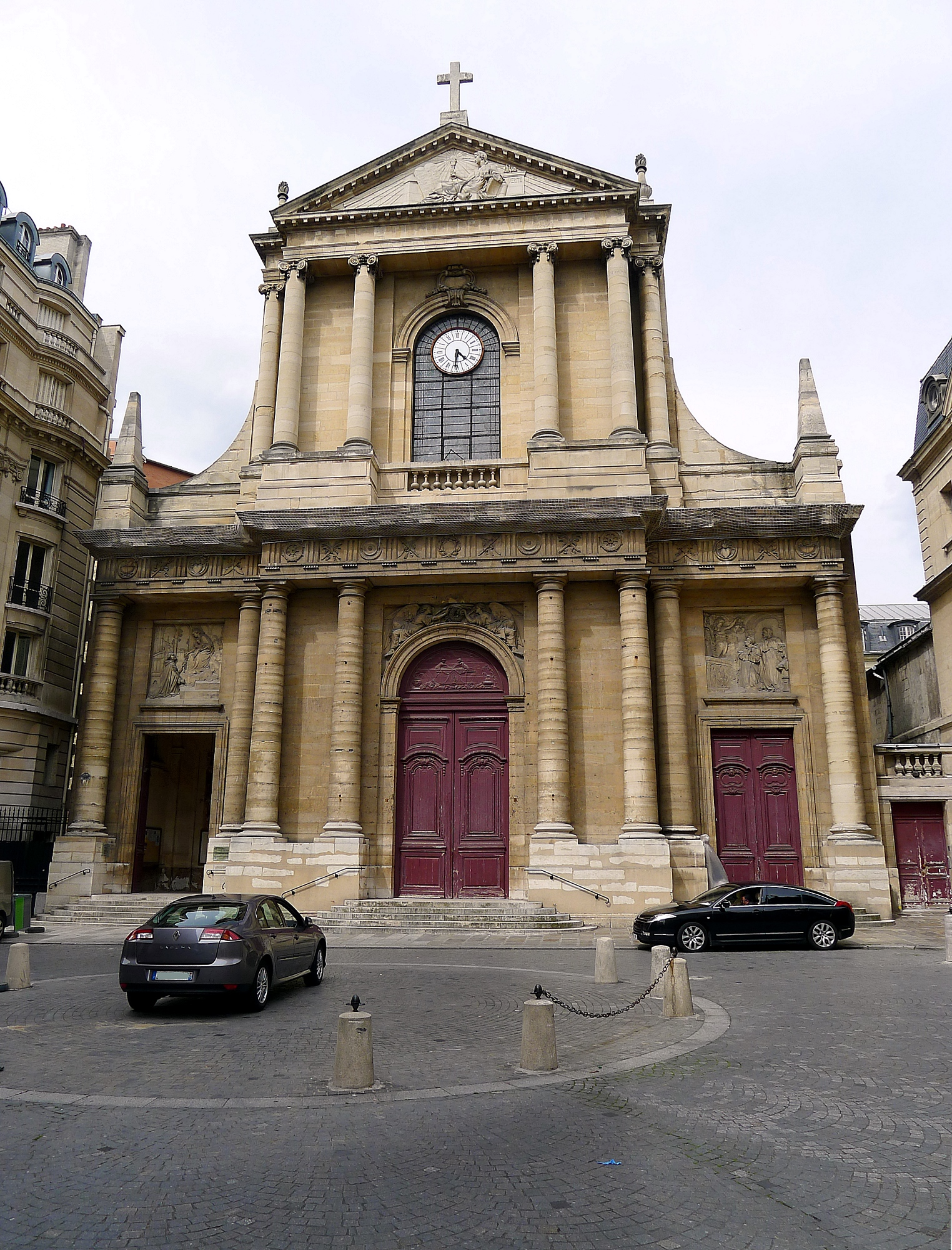
圣多玛斯·阿奎那广场

圣多玛斯·阿奎那广场（Place Saint-Thomas-d’Aquin）是巴黎第七区的一个广场，位于rue de Gribeauval与圣多玛斯·阿奎那路（rue Saint-Thomas-d'Aquin）转角，圣多玛斯·阿奎那堂前，长27米，宽31米。

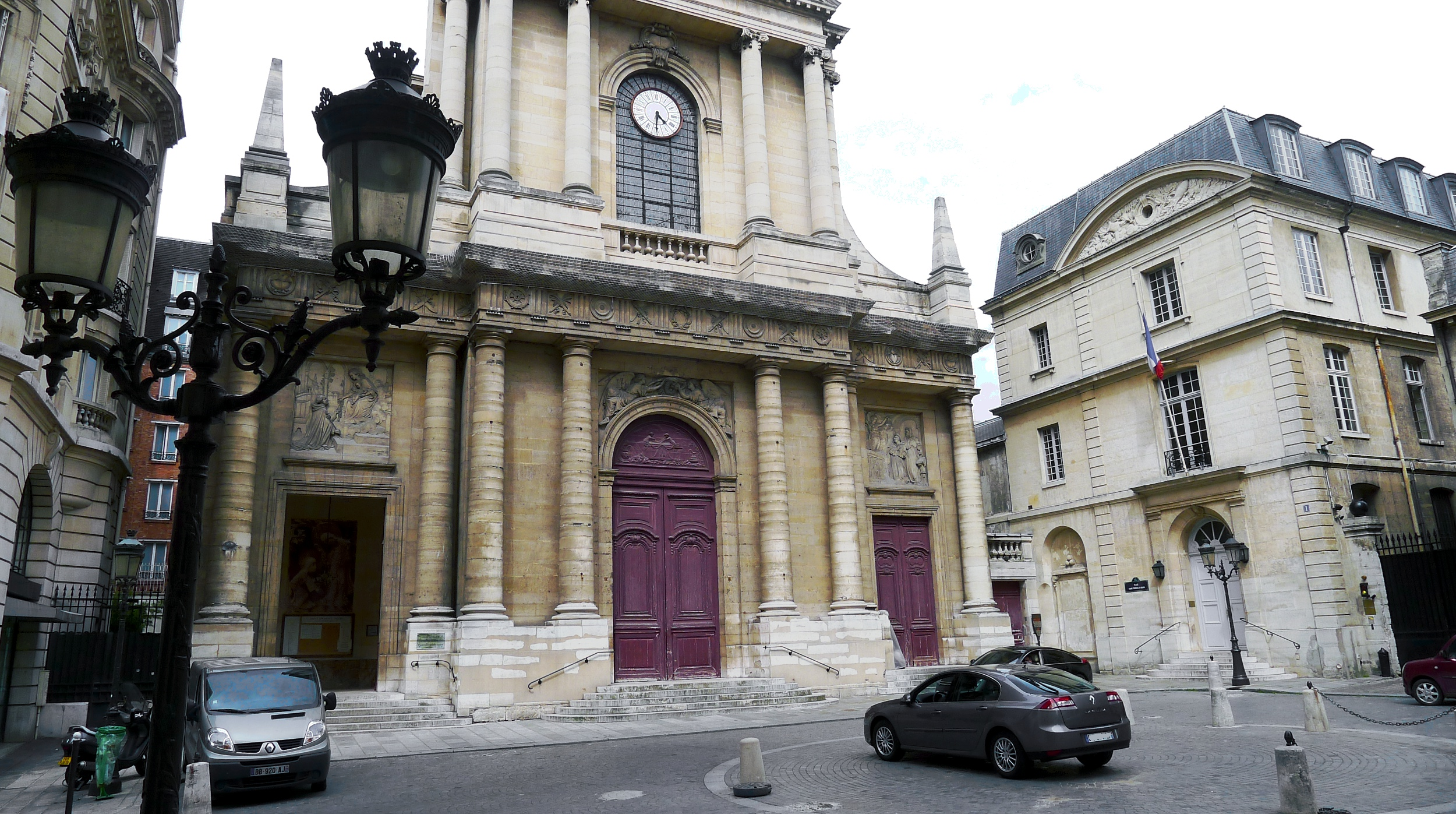
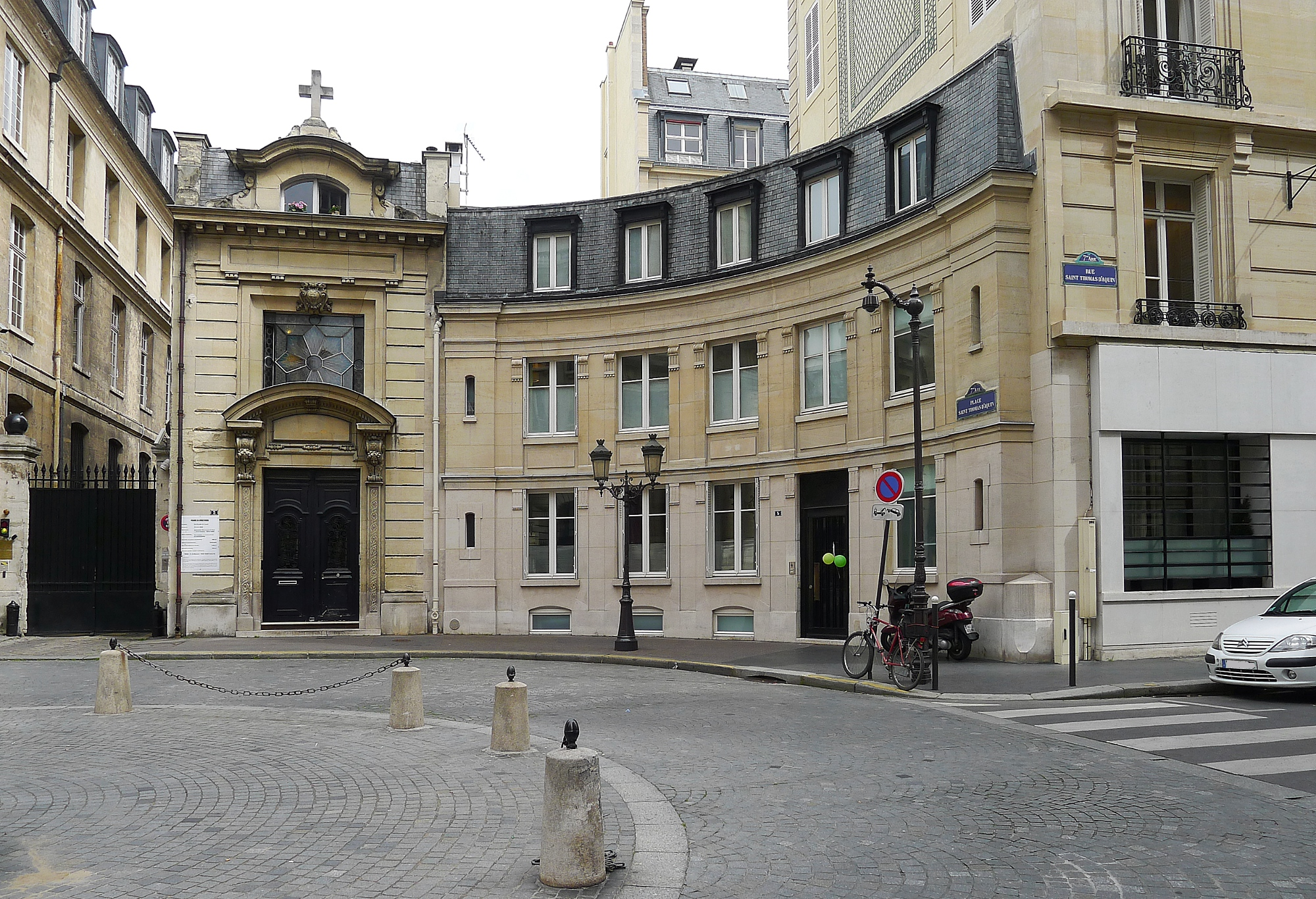

## 名称
圣多玛斯·阿奎那广场得名于圣多玛斯·阿奎那堂。 

## 历史
圣多玛斯·阿奎那广场开辟于1683年，原名 Place des Jacobins。

## 建筑
原国防部大楼, 2016年巴黎政治学院购买。